# Ichneumon caloscelis
Ichneumon caloscelis là một loài tò vò trong họ Ichneumonidae.